# 卡布德什·朱马迪洛夫
卡布德什·朱马迪洛夫（1936年4月24日—2021年4月5日），另译哈布德什·朱玛德勒，哈萨克斯坦哈薩克族作家。

## 生平
卡布德什·朱马迪洛夫于1936年4月24日出生在中国新疆塔尔巴哈台地区马勒德拜村。出自乃蛮部落的杜尔吐吾勒氏族。1954年，朱马迪洛夫首次在《新疆日报》上发表了自己的诗歌作品。1956年，他前往阿拉木图哈萨克国立大学语言学系学习。在大学第二学期时，由于当时中苏交恶，作为中国留学生的朱马迪洛夫被中方召回，并于1958年—1962年期间遭受政治迫害。1962年后移民哈萨克斯坦，于1965年从国立大学毕业。大学期间，于《曙光》杂志上发表了首部小说《扎马勒》（Жамал），此后陆续出版了多部长篇小说。1970年加入苏联共产党。。2021年4月5日因COVID-19去世，年84岁。

## 评价
哈萨克斯坦总统哈斯穆-卓玛尔特·托卡耶夫在写给卡布德什·朱马迪洛夫家属的唁文中写道：“卡布德什·朱马迪洛夫的作品清楚地反映了时代的负担和形象，以及社会生活。其中，关于经历了艰难时期的人们命运的小说受到了国家和公众的高度评价。作者为国家精神领域的发展做出了巨大贡献，为后代留下了无尽的精神遗产，他的名字和光辉形象将永远留在人民的心中。”

## 作品
下面罗列了部分作品：
- 《最后的迁徙》（Соңғы көш）：小说，出版于1998年，讲述始于东突厥斯坦共和国覆灭直至中华人民共和国20世纪60年代国家混乱状况下新疆地区人民的悲惨生活。
- 《故乡》（Атамекен）, 出版于1985年[9]，讲述了因各种原因与故土分离的人们的有趣命运。
- 《命运》（Тағдыр）小说，出版于1988年[10]，讲述了清帝国和俄罗斯帝国在哈萨克斯坦区域划分边界这段重要历史如何影响人民的命运。
- 《在幸福的道路上》（Бақыт жолында）小说，出版于1976年。
- 《英杰》（Дарабоз），两部曲小说，第一部出版于1994年，讲述了传奇指挥官卡班巴依的戎马一生。

## 奖项
- 1990年：以《命运》获得哈萨克苏维埃社会主义共和国文学艺术领域阿拜国家奖。
- 1998年10月22日：根据哈萨克斯坦总统令，朱马迪洛夫被授予“哈萨克斯坦人民作家”荣誉称号。[11]
- 2005年12月12日：获得帕拉萨特勋章（英语：Order of Parasat）（高尚勋章）；
- 2018年12月14日：二等雪豹勋章[2]；
- 2020年9月18日：“阿拉木图荣誉市民”称号[12]；
- 2020年10月5日：人民感恩奖章（英语：People's Gratitude medal）[13]

政府奖章，包括：
- 哈萨克斯坦共和国宪法十周年奖章（俄语：Медаль «10 лет Конституции Республики Казахстан»）（2005年）；
- 阿斯塔纳十周年奖章（2008年）；
- 哈萨克斯坦共和国独立二十周年奖章（俄语：Медаль «20 лет независимости Республики Казахстан»）（2011年）；
- 哈萨克斯坦共和国宪法颁布二十周年奖章（俄语：Медаль «20 лет Конституции Республики Казахстан»）（2015年）；
- 哈萨克斯坦共和国独立二十五周年奖章（2016年）；
- 阿斯塔纳二十周年奖章（2018年）